# Selenarctia pseudelissa
Selenarctia pseudelissa là một loài bướm đêm thuộc phân họ Arctiinae, họ Erebidae.